# Gi-gi

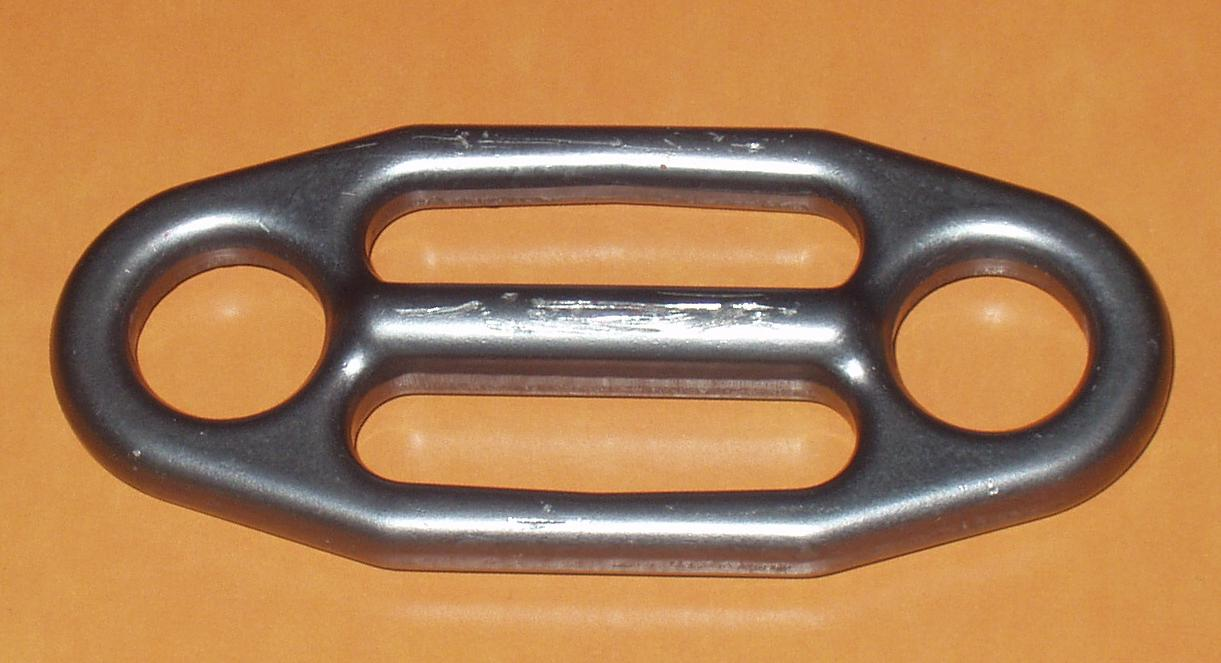
Piastrina gi-gi adagiata sulla faccia liscia; è visibile la costolatura che separa le due cavità

Il gi-gi o piastrina è uno strumento adatto alla discesa in corda doppia, ad assicurare il primo di cordata, uno o due secondi di cordata, alla risalita su corda e come autobloccante in paranchi da recupero.
Esso consiste in una placca metallica attraversata da due cavità longitudinali dentro cui deve passare un'asola della corda, separate da una sbarretta che su una faccia si presenta liscia, in continuità con la superficie della placca stessa, mentre sull'altra faccia presenta una costolatura sporgente. Le asole devono essere fermate trasversalmente con un moschettone, che oltre a permettere alla corda di restare all'interno della piastrina, consente di frenare lo scorrimento della stessa.
A ciascuna estremità è presente un foro per il passaggio di un moschettone fornendo la possibilità di appendere la piastrina.

## Il gi-gi nell'assicurazione del primo
Sebbene la piastrina sia raramente utilizzata dagli alpinisti a questo scopo, alcuni modelli sono omologati per questo utilizzo. Si collega all'imbrago esattamente come si farebbe con un secchiello. Può risultare più impegnativo manipolare la corda, ma si ha il vantaggio di poter gestire meglio un'eventuale caduta del capocordata essendo priva di inviti sagomati (che invece molti tuber hanno) e quindi dotata di basso potere frenante. Questo aspetto è importante quando si arrampica con protezioni di tenuta incerta come nut e friend, dove un arresto repentino della corda può provocare la rottura o la fuoriuscita degli ancoraggi, con esiti potenzialmente letali.

## Il gi-gi nell'assicurazione del secondo

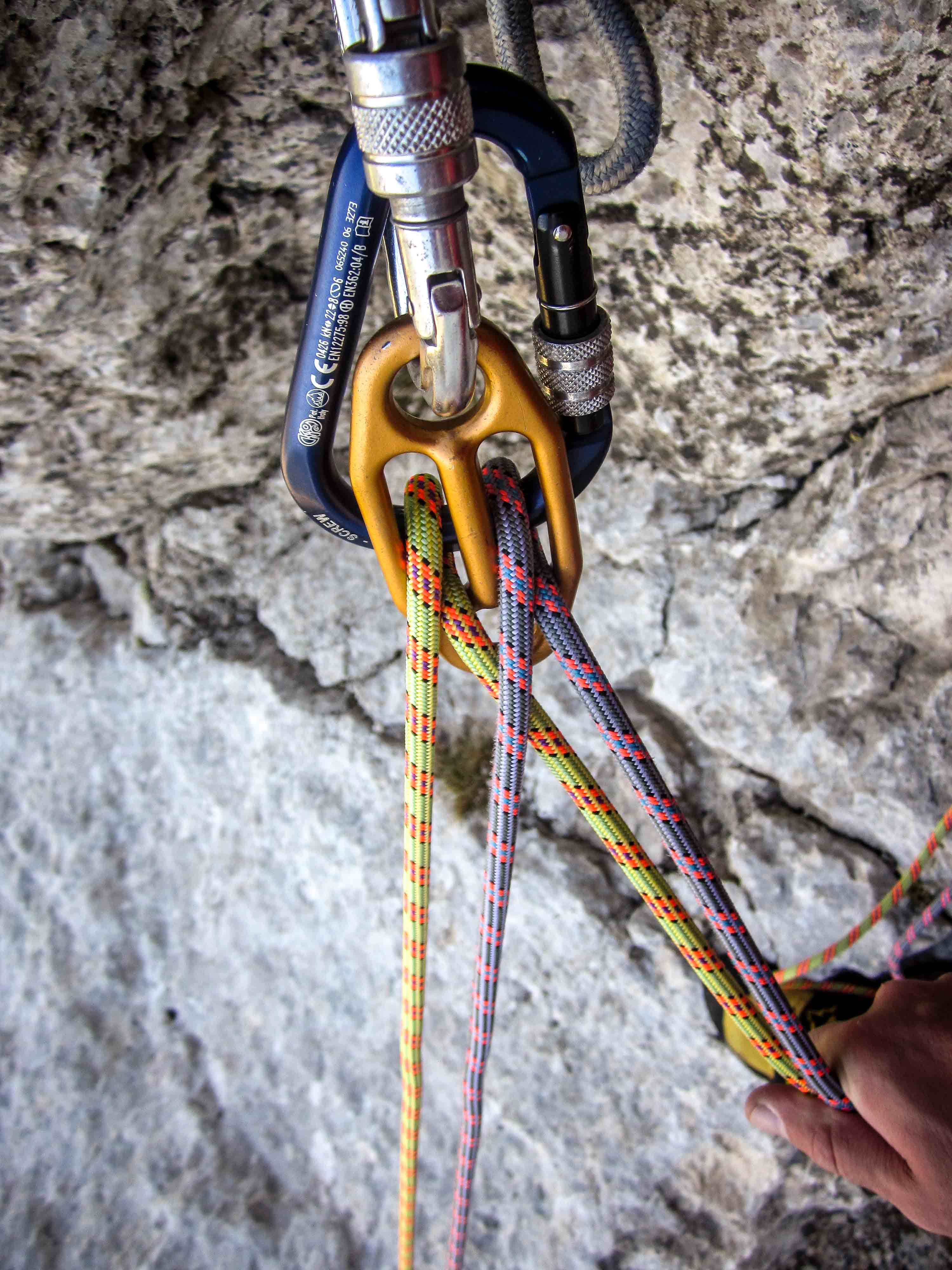
Recupero del secondo di cordata con gi-gi in posizione autobloccante

Il gi-gi è utile a recuperare contemporaneamente sia il secondo che il terzo di cordata perché ha due sistemi indipendenti.
Per l'assicurazione del secondo/terzo di cordata, le corde devono essere di diametro uguale o superiore a 10 mm.
La corda che arriva dal basso, diretta al compagno di progressione, deve passare dall'alto, girare attorno al moschettone e fuoriuscirne da sotto, cosicché il moschettone si abbassi e strozzi il sottostante capo libero della corda qualora si metta in tensione il capo proveniente dal basso.
In questo tipo di utilizzo il connettore (moschettone) deve essere fornito di ghiera e posizionato contro la costolatura. Se viene utilizzato per una sola corda di diametro inferiore a 10 mm inoltre il connettore va posizionato attorno alla Gi-Gi e deve contenere le due corde circondando la piastrina stessa.
I vantaggi del gi-gi sono:
- La costolatura centrale permette di recuperare due persone anche assicurate a corde di differente diametro, sia contemporaneamente che separatamente.
- Funziona da autobloccante solo sulla corda sotto tensione: la costolatura centrale agisce come fulcro sul moschettone, ed in caso di caduta solamente la corda sottoposta a strappo si blocca, lasciando l'altra libera di scorrere.
- Non genera attorcigliamenti sulla corda, al contrario del mezzo barcaiolo.

Mentre gli svantaggi sono:
- È molto difficile dare corda se essa è in tensione sulla piastrina.

## Il gi-gi nella discesa in corda doppia

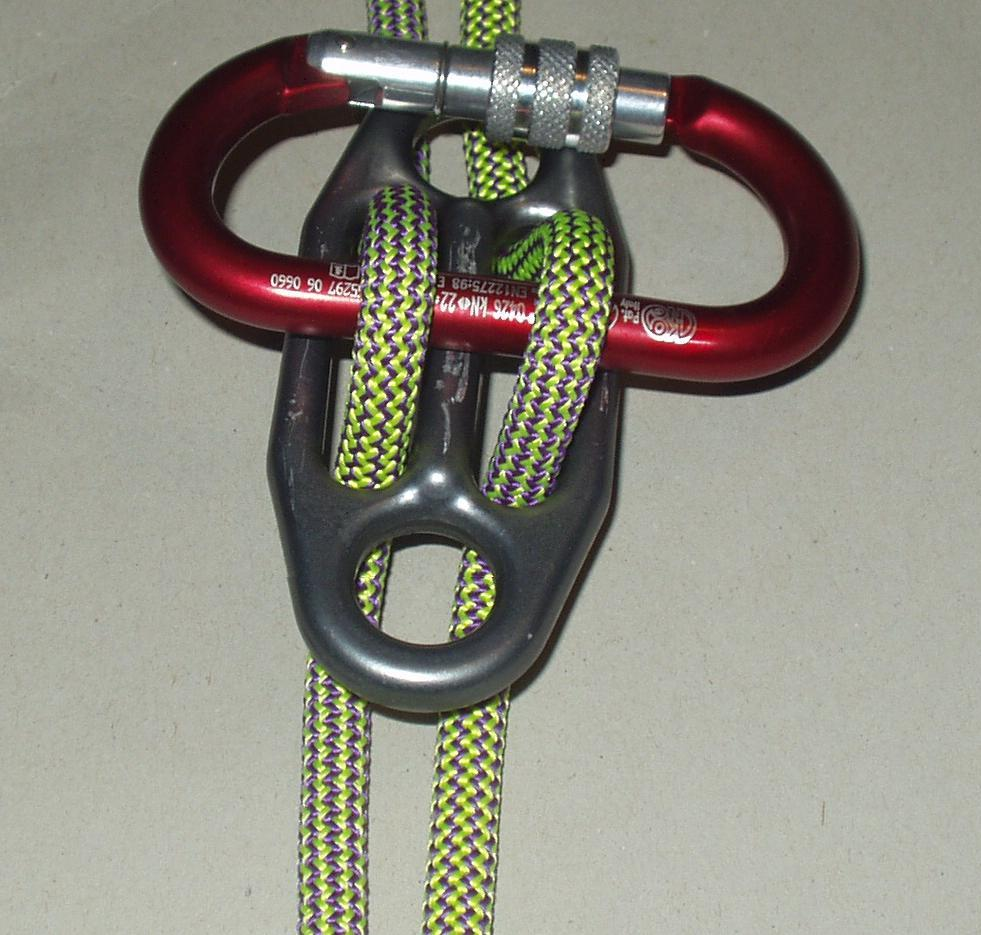
Gi-gi attrezzato per una doppia (il nodo autobloccante si trova a valle)

Per approntare una discesa in corda doppia col gi-gi bisogna fare due asole con la corda, da far passare longitudinalmente, senza "giro su se stessa" come invece avviene nell'assicurazione, e separatamente dentro le due cave della piastrina, ed intercettare le due asole con un moschettone in modo che vengano messe a contatto da questo sui bordi della piastrina.
Con corde di diametro 10–11 mm è sufficiente un connettore, mentre per discese con corde di diametro inferiore bisogna inserire almeno due connettori. L'utilizzatore deve valutare quanti connettori inserire in funzione del proprio peso totale, del tipo e condizione di corda e della discesa.
Per la discesa in corda doppia i moschettoni devono lavorare contro il lato senza costolatura e bisogna associarvi sempre un autobloccante.

## Altri utilizzi
È possibile usare il Gi-Gi associato ad un nodo autobloccante ed un pedale o staffa per effettuare risalite di emergenza sulla corda.
Combinazioni più complesse (ad esempio utilizzando il Gi-Gi, due moschettoni ed un nodo autobloccante) possono realizzare paranchi per il recupero di carichi o persone sottostanti; con un Gi-Gi, tre moschettoni, un Nodo prusik ed uno spezzone di corda si può effettuare il paranco comunemente conosciuto come recupero con Mezzo Poldo.
in caso di calate di carichi pesanti (es. ferito su barella più soccorritore) è possibile usare due piastrine in serie: si tratta di due piastrine configurate come la discesa in doppia (foto sopra) unite fra loro con un moschettone sfruttando i fori laterali (in pratica le piastrine stanno una sopra e una sotto).